# 로드쇼 퀴즈원정대
로드쇼 퀴즈원정대는 KBS(한국방송공사)에서 2008년 11월 23일에서 2009년 4월 19일까지 일요일 오전 10시 45분에 방송하던 TV 오락 프로그램으로, 지석진, 이혁재, 이특이 진행했다. 2009년 4월 20일부터 시행된 KBS 봄 프로그램 개편에 의해 폐지되었으며, 후속으로 비슷한 프로그램인 도전! 황금사다리가 2009년 10월 18일까지 매주 일요일 오전 10시 40분에 방송되었다.

## 코너
- 러브 忍 스포츠

옛날의 캠퍼스 영상가요처럼 버티기 게임을 해서 1등 팀에게는 장학금 퀴즈 배틀에 나갈 기회가 주어진다.
- 60초를 버터라

60초동안 장기자랑으로 심사위원의 마음을 사로잡는 코너이다. 개그, 성대모사, 춤 등 모든 장기는 가능하다. 모든 팀의 공연이 끝나고 게스트가 가장 잘한 세 팀을 선발한다.
세 팀은 장학금 퀴즈 배틀에 나갈 기회가 주어진다.(최근에는 1팀만을 선발했음.)
- 장학금 퀴즈 배틀[1]

60초를 버터라에서 통과한 2인 1조 세팀이 벌이는 퀴즈 대결이다. 각 팀에게 기본점수 100점이 주어지며, 한 문제를 맞출 때마다 상대 팀에서 50점을 뺏을 수 있다. 300점에 도달한 팀이 우승 팀이 되며, 장학금 300만원을 획득한다. 우승 팀에게는 장학금 500만원에 도전할 수 있는 보너스 문제를 풀 수 있는데, 이 때 포기할 수도 있으며, 도전해서 성공시 500만원을, 틀리면 200만원만을 가져간다.
그 뒤에는 60초를 버터라 1팀과, 러브 인 스포츠 1팀이 벌이는 퀴즈대결로 형식이 바뀌었으며, 2점을 먼저 내는 팀이 우승했다. 우승 팀에게는 300만원이 전달됐다.
- 백만원 장학금 퀴즈 육점이오(옛날 형식)

개인기로 예선을 통과한 학생들은 o/x퀴즈에 진출한다. o/x퀴즈를 연속으로 4번 맞출 경우 장학금 100만원이 전달된다. 규칙은 상대방이 예를 들어 o를 선택했다면, 자동적으로 본인은 x가 선택되게 된다. 맞춘 사람은 계속 도전할 수 있다.

## 역대 에피소드와 게스트
| 회차 | 방송학교         | 게스트                         |
| ---- | ---------------- | ------------------------------ |
| 1    | 동국대학교       | 원더걸스, 휘성                 |
| 2    | 중앙대학교       | 김종국, 브아걸, 윤형빈         |
| 3    | 연세대학교       | 손담비, 이윤석, V.O.S, 윤형빈  |
| 4    | 한국외국어대학교 | 백지영, 테이, 윤형빈           |
| 5    | 서울예술대학교   | 빅뱅, 은지원, 윤형빈           |
| 6    | 서울여자대학교   | 슈퍼주니어, 윤형빈             |
| 7    | 명지대학교       | 홍경민, 카라, 윤형빈           |
| 8    | 용인대학교       | SS501, 이윤지, 윤형빈          |
| 9    | 단국대학교       | 이민우, 황보, 윤형빈           |
| 10   | 서울시립대학교   | 샤이니, 이특, 신동             |
| 11   | 아주대학교       | 장윤정, 박현빈, 이특           |
| 12   | 덕성여자대학교   | 2pm, 박지선, 윤형빈            |
| 13   | 서강대학교       | 백지영, KCM, 안혜경            |
| 14   | 광운대학교       | 소녀시대, 전현무 아나운서      |
| 15   | 성신여자대학교   | fly to the sky, 화요비, 윤형빈 |
| 16   | 카이스트         | 정아, 주얼리, V.O.S김경록      |
| 17   | 세종대학교       | 카라, 이세준(유리상자)         |
| 18   | 경기대학교       | 에프터스쿨                     |
| 19   | 성균관대학교     | 신혜성, 린                     |
| 20   | 한양대학교       | FT아일랜드                     |
| 21   | 건국대학교       | 슈퍼주니어, 이지혜             |
| 22   | 국민대학교       | 2AM, 배슬기, H-유진            |